# George Cassander
Georg Cassander (Pittem, 15 agosto 1513 – Colonia, 3 febbraio 1566) è stato un teologo e umanista fiammingo.

## Biografia
Nato a Pittem, vicino a Bruges, si trasferì in giovane età a Lovanio, dove si diplomò nel 1533. Nel 1541 fu nominato professore di lettere a Bruges, ma due anni più tardi rinunciò all'incarico, per dedicarsi a viaggi di studio ma anche in conseguenza dell'opposizione suscitata dalle sue opinioni pro-Riforma.
Durante i suoi viaggi, in compagnia e a spese del suo amico Cornelius Wouters, visitò Roma e nel 1544 arrivò a Colonia, dove si stabilì nell'estate del 1549. Abbandonò presto i classici per dedicarsi allo studio della Bibbia e delle questioni ecclesiastiche, e aveva già pubblicato diversi trattati sulla classicità, la Bibbia e la patristica, quando nel 1556 cominciò a scrivere opere liturgiche. A seguito di un approfondito studio sulle divergenze fra la Chiesa cattolica e le Chiese riformate, si dedicò al progetto della riconciliazione, anticipando gli sforzi di Leibniz.
Morì a Colonia il 3 febbraio del 1566. L'edizione completa delle sue opere fu pubblicata a Parigi nel 1616.